# ع
‎（阿拉伯语：‎）是阿拉伯字母中的第18個字母，屬於月亮字母。

## 概要

### 字源
源於腓尼基字母𐤏，與希伯來字母「ע」、希臘字母的「Ο」、拉丁字母的「O」和西里爾字母的「О」同源。與「غ」的差別僅在點的有無。

### 讀音
在現代標準阿拉伯語中發音為濁咽擦音/ʕ/。此外，該字母的名稱「عين」在阿拉伯語中意為「眼睛」。

### 字體變化
依據字母在詞語位置的不同，其書寫形式也會有所變化：
| 在词语中的位置：        | 独立 | 尾部 | 中部 | 首部 |
| ----------------------- | ---- | ---- | ---- | ---- |
| 誊抄体： （显示异常？） | ع‎    | ـع‎   | ـعـ‎  | عـ‎   |
| 波斯体： （显示异常？） | ع‬    | ـع‬   | ـعـ‬  | عـ‬   |

為了與「م」的詞中形式區分，在書寫時多將倒三角形塗黑。